# William Craven (Lord-maire de Londres)
Pour les articles homonymes, voir William Craven.
Sir William Craven (vers 1545 – 18 juillet 1618), est le lord-maire de Londres en 1610-1611.

## Biographie
Il exerce la fonction de shérif en 1601. À l'accession de Jacques Ier d'Angleterre en 1603, il est anobli chevalier.
Il est le père de William Craven (1608-1697), 1er comte de Craven, officier militaire et serviteur royal.